# 그레이트 왈도 페퍼
그레이트 왈도 페퍼(The Great Waldo Pepper)는 미국에서 제작된 조지 로이 힐 감독의 1975년 모험 영화이다. 로버트 레드포드 등이 주연으로 출연하였고 조지 로이 힐 등이 제작에 참여하였다.

## 출연

### 주연
- 로버트 레드포드
- 보 스벤슨

### 조연
- 보 브런딘
- 수잔 서랜든
- 제프리 루이스
- 에드워드 허먼
- 필립 브런즈
- 켈리 진 피터스
- 마곳 키더

## 제작진
- 미술: 헨리 범스테드
- 의상: 에디스 헤드
- Ass-PD: 로버트 L. 크로포드